# Счастливое (Красноярский край)
Счастливое — деревня в Большеулуйском районе Красноярского края. Входит в состав Бычковского сельсовета.

## География
Деревня находится в западной части края, в подтаёжно-лесостепном районе лесостепной зоны, на правом берегу реки Нижняя Сучковка, на расстоянии приблизительно 29 километров (по прямой) к юго-западу от Большого Улуя, административного центра района. Абсолютная высота — 231 метр над уровнем моря.
Климат
Климат характеризуется как резко континентальный, с продолжительной морозной зимой и коротким тёплым летом. Средняя температура воздуха самого тёплого месяца (июля) составляет 17,9 °C (абсолютный максимум — 38 °C); самого холодного (января) — −18,2 °C (абсолютный минимум — −61 °C). Продолжительность безморозного периода составляет в среднем 105 дней. Среднегодовое количество атмосферных осадков составляет 474 мм, из которых 341 мм выпадает в период с апреля по октябрь.

## Население
| 1989 | 2002 | 2010 |
| ---- | ---- | ---- |
| 78   | ↘49  | ↘11  |

Половой состав
По данным Всероссийской переписи населения 2010 года в гендерной структуре населения мужчины составляли 54,5 %, женщины — соответственно 45,5 %.
Национальный состав
Согласно результатам переписи 2002 года, в национальной структуре населения латгальцы составляли 69 % из 49 чел.